# Episodi di Douglas Fairbanks, Jr., Presents (quinta stagione)
La quinta stagione della serie televisiva Douglas Fairbanks, Jr., Presents è andata in onda negli Stati Uniti dal 17 settembre 1956 all'11 febbraio 1957 sulla NBC.
| nº | Titolo originale                         | Prima TV USA      |
| -- | ---------------------------------------- | ----------------- |
| 1  | Timmy the Shanks                         | 17 settembre 1956 |
| 2  | The Man Who Wouldn't Escape              | 1º ottobre 1956   |
| 3  | Winning Sequence                         | 8 ottobre 1956    |
| 4  | The Last Tour                            | 15 ottobre 1956   |
| 5  | Someone Outside                          | 22 ottobre 1956   |
| 6  | One Can't Help Feeling Sorry             | 29 ottobre 1956   |
| 7  | Crown of the Andes                       | 5 novembre 1956   |
| 8  | Homecoming                               | 12 novembre 1956  |
| 9  | Rendezvous at Dawn                       | 19 novembre 1956  |
| 10 | Scheherezade                             | 5 settembre 1956  |
| 11 | To What Great Heights                    | 3 dicembre 1956   |
| 12 | The Best Man                             | 14 gennaio 1957   |
| 13 | Bulldog Drummond and 'The Ludlow Affair' | 28 gennaio 1957   |
| 14 | The Trouble with Destiny                 | 4 febbraio 1957   |
| 15 | Together                                 | 11 febbraio 1957  |

## Timmy the Shanks
- Prima televisiva: 17 settembre 1956

### Trama
- Guest star: Richard O'Sullivan (Tim), Eddie Byrne (Jeremiah Cooney), Bee Duffell (Mrs. Gilhooly), Peggy Marshall (Dolly), Victor Brooks (Jem Grundy), Kevin Kelly (Budgie), Cecil Brock (Poacher), Concepta Fennell (Sorella Lannigan), John Bailey (Specialist)

## The Man Who Wouldn't Escape
- Prima televisiva: 1º ottobre 1956

### Trama
- Guest star: Karel Stepanek (Julio), Christopher Lee (Luis), Frederick Schiller (Tony), John Bailey (Carlos), Vera Fusek (Maria), George Pravda (Camp Commandant), Martin Benson (Party Chief)

## Winning Sequence
- Prima televisiva: 8 ottobre 1956

### Trama
- Guest star: Jean Cadell (Roberta), Barbara Mullen (Margaret), Gordon Jackson (Angus), Harold Lang (Sandy), Tom Macaulay (1st Racegoer), Charles Stewart (2nd Racegoer)

## The Last Tour
- Prima televisiva: 15 ottobre 1956

### Trama
- Guest star: Charlotte Thiele (Julia Stahl), Peter Capell (Peter Stahl), Gaby Fehling (Maria Stahl), Eva Pflug (Sara), Eduard Linkers (Karl Brandt), Liselotte Berker (Frau Dehren), Rolf von Nauckhoff (Journalist), Erich Ebert (Willi Kronen)

## Someone Outside
- Prima televisiva: 22 ottobre 1956

### Trama
- Guest star: Lois Maxwell (Ann), Maurice Kaufmann (Ed Russell), Anton Diffring (Carlo), Cyril Shaps (Gaston), John Serret (Superintendant), Andre Charisse, Jean Driant, David O'Brien

## One Can't Help Feeling Sorry
- Prima televisiva: 29 ottobre 1956

### Trama
- Guest star: Ron Randell (se stesso - presentatore), Lois Maxwell (Tracy Carmichael), Rolf von Nauckhoff (tenente Schroder), Erich Ebert (Tour Guide), Michael von Block (Willi Wertner), Hans von Morhart (Franz Wertner), Inge Von Taboada (Frau Wertner), Edward Tierney (1st Bodyguard)

## Crown of the Andes
- Prima televisiva: 5 novembre 1956

### Trama
- Guest star: Christopher Rhodes (capitano Hugh Diamond), Christopher Lee (Felipe Nagy), Rosamund Waring (Evita), Nicholas Parsons (Ronnie), John Boxer (ispettore Beddoes), Pat McGrath (Steward), James Liggat (tassista)

## Homecoming
- Prima televisiva: 12 novembre 1956

### Trama
- Guest star: Barry Foster, Barbara Mullen, Eynon Evans, Anne Paige, Glyn Houston, Fanny Carby

## Rendezvous at Dawn
- Prima televisiva: 19 novembre 1956

### Trama
- Guest star: Robert Beatty (Steve Haynes), Gene Anderson (Jane Riley), Hans Schumm (Sabolek), Willy Friedrichs (Muller), Major Stein (Mr. Riley), Hans Erich Pfleger (impiegato dell'hotel)

## Scheherezade
- Prima televisiva: 5 settembre 1956

### Trama
- Guest star: Maya Koumani (Scheherezade), Hugh Williams (Shayar), Dermot Walsh (Dubat), Stanley Van Beers (Grand Vizier), Elwyn Brook-Jones (Tunan), Peter Allenby (Court Official), Lizabeth Rollins (Tse Lao), Harry Baird (Executioner)

## To What Great Heights
- Prima televisiva: 3 dicembre 1956

### Trama
- Guest star: Robert Beatty (Royal Belfont), Sean Barrett (Tony Belfont)

## The Best Man
- Prima televisiva: 14 gennaio 1957

### Trama
- Guest star: Ron Randell (Henry), Betta St. John (Joan), Patrick Allen (Roger), Yusef Crandall (Justice of the Peace)

## Bulldog Drummond and 'The Ludlow Affair'
- Prima televisiva: 28 gennaio 1957

### Trama
- Guest star: Robert Beatty (Bulldog Drummond), Greta Gynt (Mrs. Harriette Ludlow), Michael Ripper (Kelly), William Franklyn (Roger Benning), Harry Lane (Kinsella), John Le Mesurier (ispettore Burroughs), Michael Anthony (dottor Felix Ludlow), Ian Fleming (Churchill)

## The Trouble with Destiny
- Prima televisiva: 4 febbraio 1957

### Trama
- Guest star:

## Together
- Prima televisiva: 11 febbraio 1957

### Trama
- Guest star: Lee Patterson (The Boy), Luciana Paluzzi (The Girl), Sue Ellen Blake (The Mutual Friend), Silvia De Vietri (The Waitress), Margaret Anderson (The Elderly Spinster), Michael Simon (The Clerk)